# Gloeocystidiopsis
Gloeocystidiopsis är ett släkte av svampar. Gloeocystidiopsis ingår i familjen Peniophoraceae, ordningen Russulales, klassen Agaricomycetes, divisionen basidiesvampar och riket svampar.
|                   | Peniophora                                                                                     |
|                   |                                                                                                |
|                   | Dendrophora                                                                                    |
|                   |                                                                                                |
|                   | Gloiothele                                                                                     |
|                   |                                                                                                |
|                   | Duportella                                                                                     |
|                   |                                                                                                |
|                   | Vesiculomyces                                                                                  |
|                   |                                                                                                |
| Gloeocystidiopsis | \| \| Gloeocystidiopsis salmonea \| \| \| \| \| \| Gloeocystidiopsis cryptacanthus \| \| \| \| |
|                   | \| \| Gloeocystidiopsis salmonea \| \| \| \| \| \| Gloeocystidiopsis cryptacanthus \| \| \| \| |
|                   | Amylofungus                                                                                    |
|                   |                                                                                                |
|                   | Metulodontia                                                                                   |
|                   |                                                                                                |
|                   | Entomocorticium                                                                                |
|                   |                                                                                                |
|                   | Gloeocystidiopsis salmonea                                                                     |
|                   |                                                                                                |
|                   | Gloeocystidiopsis cryptacanthus                                                                |
|                   |                                                                                                |

|  | Gloeocystidiopsis salmonea      |
|  |                                 |
|  | Gloeocystidiopsis cryptacanthus |
|  |                                 |